# مسجد موبتي الكبير
المسجد الكبير في موبتي (بالفرنسية: Grande Mosquée de Mopti)‏، المعروف أيضًا باسم مسجد كوموغويل، هو مسجد يقع في مدينة موبتي، في منطقة موبتي بمالي.

## وصف الموقع

### مقدمة
ظهر مصطلح "سوداني" في أوائل القرن العشرين بعد الغزو الفرنسي لغرب السودان، مشيراً إلى مناطق غرب أفريقيا بما في ذلك موريتانيا ومالي وبوركينا فاسو وشمال ساحل العاج وغانا، وشاع هذا المصطلح من خلال وسائل الإعلام الفرنسية والمعارض الاستعمارية. ترتبط هذه المساجد، الموجودة في البلدان المذكورة أعلاه بالتجارة عبر الصحراء الكبرى وتتميز عادةً ببناء من الطوب الطيني مع عناصر زخرفية مثل التورون والدعامات والقمم. تُعرف هذه الهياكل باسم "مساجد وديان النيجر"، وهي تعرض أساليب معمارية متنوعة متأثرة بتاريخ جنوب الصحراء الكبرى والتوسعات السياسية وانتشار الإسلام عبر الشبكات التجارية.
على النقيض من مساجد شرق أفريقيا، فإن تقنيات بناء المساجد في غرب أفريقيا موثقة بشكل جيد بسبب استمرار استخدامها خلال الفترة الاستعمارية، بمشاركة شاملة تعكس الأدوار التقليدية للجنسين<ref>Prussin, The Architecture of Djenné: التوليف والتحول الأفريقي (1973): ص. 158.<ref>. وتتميز هذه المساجد، التي توجد في الغالب في وديان النيجر، ببناء ترابي مع تعزيزات خشبية وعادة ما تقع في وسط المدن أو القرى.

### المسجد
كانت موبتي، التي تقع عند ملتقى نهري النيجر وبني، في الأصل مستوطنة بوزو صغيرة حتى أواخر القرن التاسع عشر. في عام 1905، خضعت للإدارة الاستعمارية الفرنسية وتحولت منذ ذلك الحين إلى مركز تجاري صاخب متصل بـ باماكو.
يعود تاريخ مسجد الجمعة، الذي يقع في حي كوموغويل، إلى الفترة ما بين 1933-1935، وخضع للترميم في عام 1980. تضمنت عملية الترميم إضافة الطوب المخبوز إلى نقاط الأبراج وأعمدة الزوايا، مع وضع الأسمنت على الربع العلوي من الواجهات. يمتد المسجد على مساحة 530 متراً مربعاً ويصل ارتفاعه إلى 17 متراً لبرج المحراب و13.5 متراً للأبراج الجانبية. وبدلاً من الفناء، فإن المسجد مغلق بالكامل، مع وجود مساحة واسعة أمام الواجهة الشرقية المواجهة لبرج المحراب.
وتتميز الواجهات المتناسقة بأعمدة زوايا ودعامات ذات نقاط مستطيلة، بينما يتميز المدخلان الشمالي والجنوبي ببوابات دجانية. وتتألف قاعة الصلاة من أربعة خلجان موازية للقبلة، ويتكون كل منها من صفوف من سبعة أعمدة يبلغ طول كل منها متراً واحداً على كل جانب. ويبلغ طول المحراب المربع 2 متر من كل جانب، وهو يتناقض مع المنبر الضيق الذي يبلغ عرضه 70 سم. تُزيِّن العناصر الزخرفية برج المحراب، بما في ذلك تسعة صفوف من الطرارين، والمحاريب المربعة العمياء، وأسوار الزاوية. وبالمثل، تحتوي أبراج الزوايا على خمسة صفوف من التورون.
ويعكس الجدار الغربي للمسجد الترتيب الثلاثي للواجهة الشرقية للمسجد، والذي يتميز ببرج مركزي ضخم تحيط به أبراج زاوية أصغر حجماً. ينحرف هذا التصميم المتناسق، الذي يُعزى إلى التأثير الاستعماري الفرنسي، عن الطراز العامي لوديان النيجر. وتعلو الأبراج أبراج شبه منحرفة تتناقص نحو القمة، وتعلوها أغطية خزفية مزينة ببيضتي نعام.

## حالة التراث العالمي
تمت إضافة هذا الموقع إلى قائمة اليونسكو المؤقتة للتراث العالمي في 19 مارس 2009، في الفئة الثقافية.